# Benedicte Mundele
Benedicte Mundele, también llamada Benedicte Mundele Kuvuna, (1993) es una empresaria de alimentos frescos de la República Democrática del Congo.

## Trayectoria
Mundele asistió al Instituto Elynd en Kinsasa y al Lycée Technique et Professionnel de Kimbondo. Con 16 años se unió a la Fundación Kuvuna. Es fundadora y gerente de Surprise Tropical, establecida en 2012, una cantina de comida que sirve comida sana y para llevar en los suburbios de Kinshasa.

## Reconocimientos
En 2014, fue finalista del Premio Anzisha. En 2019, la BBC incluyó a Mundele entre las 100 Mujeres más influyentes en inspiradoras del año.